# Bosque Rodrigues Alves
O Bosque Rodrigues Alves e Jardim Botânico da Amazônia, ou simplesmente Bosque Rodrigues Alves (inicialmente chamado Bosque Municipal do Marco da Légua) é uma área de preservação ambiental brasileira localizada no bairro do Marco, na cidade de Belém, capital do Estado do Pará.
Foi idealizado pelo José Coelho da Gama e Abreu, o Barão de Marajó, e inaugurado em 1883, na então Província do Grão-Pará, durante o reinado do Imperador D. Pedro II.
Abriga mais de 300 espécies de flora e 58 espécies de fauna e recebe, em média, 20 mil visitantes ao mês.
Em 2008, foi elevado a categoria de Jardim Botânico, integrando assim a rede de espaços nacionais e internacionais de preservação natural e histórica, a Botanic Gardens Conservation Internacional (BGCI).

## História

### O bairro Marco da Légua
Em 1625, devido a posição estratégica de Belém na foz do Amazonas, os portugueses instalaram um entreposto fiscal comercial, a Casa de Haver-o-Peso, para arrecadação de impostos dos produtos europeus importados para Belém, e dos exportados para fora da Amazônia (como as drogas do sertão e a carne bovina da Ilha de Marajó).
Em 1627, a importância do entreposto elevou-se com a criação da primeira légua patrimonial pelo governador Francisco Coelho: uma porção de terra de 4110 hectares (iniciando as margens do rios Pará e Guamá) doada pela Coroa Portuguesa à Câmara de Belém, para impulsionar o crescimento populacional em direção ao interior, na região do rio Caeté habitada desde 1613 (atual município de Bragança), originando assim o bairro Marco da Légua e alavancando um aumento populacional.
O crescente aumento da importância da capitania do Grão-Pará acarretou que, em 1654, o Estado do Maranhão foi renomeado para Estado do Maranhão e Grão-Pará.

### O parque municipal
Em agosto de 1883, no contexto da Belle Époque, o Bosque foi inaugurado como um parque municipal. Este fato ocorreu durante o governo do intendente Antônio Lemos, na então estrada de Bragança ou estrada do Marco da Légua (atual avenida Almirante Barroso, onde ocorria a construção da Ferrovia Belém-Bragança). Assim, o bosque marcava o limite da primeira légua patrimonial da cidade, consolidando sua ocupação.

Bosque Rodrigues Alves.

O parque idealizado pelo presidente da Província do Grão-Pará José Coelho da Gama Abreu, o Barão de Marajó, inspirado no amplo boulervard parisiense Bois de Bolongne, projetou em Belém uma réplica tropical, que tornou-se símbolo da modernização de Belém à época.
Em 1929, o senador e intendente da capital, Antônio de Almeida Facióla (nomeado pelo Governador Eurico de Freitas Vale), restaurou todas as obras de arte e brinquedos existentes no bosque e, concluiu a construção do muro e gradil em seu entorno.
Em 2002, o Bosque recebeu o registro provisório de Jardim Botânico da Amazônia, cedido pela Rede Brasileira de Jardins Botânicos.

## Flora
O bosque contém uma área de 15 hectares, distribuídos em um terreno retangular que preserva parte da natureza originária daquela área antes da expansão de Belém na década de 1950. Quase a totalidade do terreno é recoberta por vegetação, e o resto coberto por edificações históricas e vias de exploração.
A vegetação é constituída de mata nativa do período em que não havia-se ocupado a região, uma área preservada desde o final do século XIX, com plantas e árvores características da Amazônia. Estima-se que 94% da vegetação é de mata nativa e 6% de plantas exóticas, contando com mais de 10.000 árvores de mais de 300 espécies.
No bosque existem árvores centenárias, como um exemplar de quariquara que possui cerca de 400 anos e um de maçaranduba, com 150 anos. Conta também com a carapanauba branca e o marupá, além da famosa seringueira - matéria-prima da borracha, da andiroba, usada na região para fins medicinais e de espécies em extinção, como o cedro e o angelim rajado.

## Fauna
A fauna é exclusivamente constituída por animais originários da floresta amazônica, tendo animais em cativeiro, ou semi cativeiro e alguns poucos em liberdade, agregando cerca de 430 animais. A fauna constitui vários mamíferos, anfíbios, repteis e insetos. Possui um viveiro de pássaros. Além disso, desenvolve programas de manejo de fauna silvestre e projetos de educação ambiental.
Podem-se observar araras, macacos-prego, tucanos, jandaias-verdadeiras, garças, periquitos-de-asa-branca, jabutis, jacarés, papagaios e ararajubas, além de outras espécies em liberdade, como: cutias, macacos-de-cheiro e preguiças.[carece de fontes?]
O bosque conta ainda com um aquário com vários espécies de peixes da Amazônia, como o bengalinha, o acará-bandeira, o rosaceus, a arraia-motoro, o corydoras, o acará-apaiari, o acará-disco, entre outros.[carece de fontes?]

## Patrimônio histórico

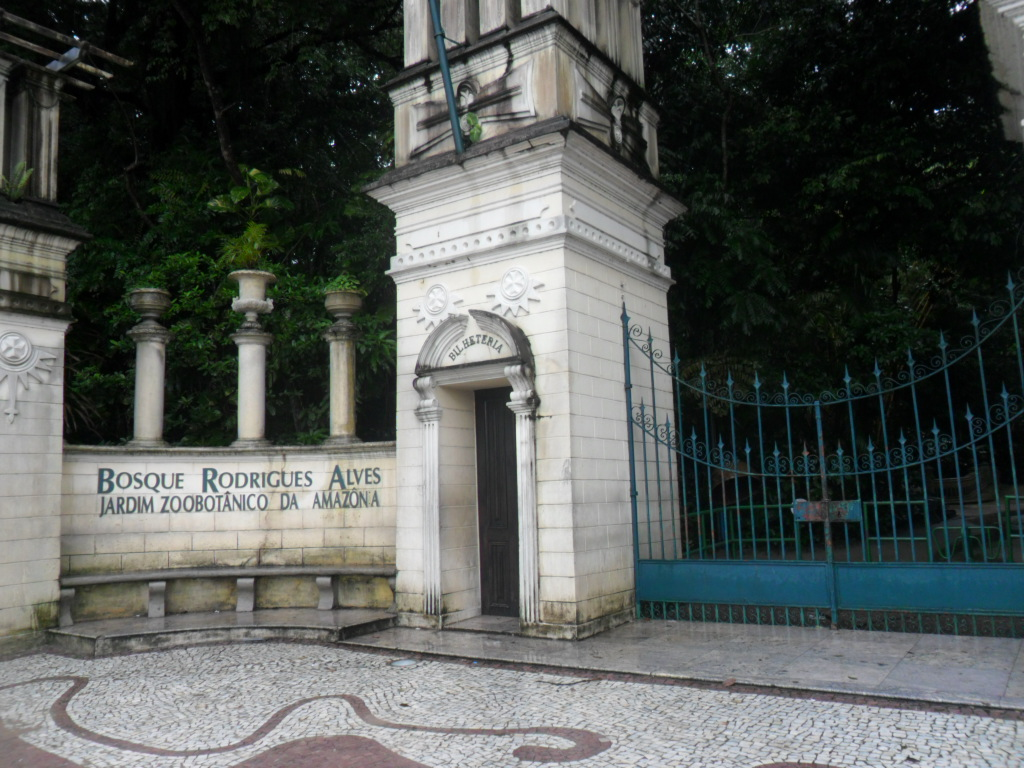
Portão de entrada e bilheteria

O Bosque Rodrigues Alves é tombado em esfera estadual por seu Conjunto Arquitetônico e Paisagístico, desde 1982.
O Bosque conserva até hoje estruturas originais do século XIX, como o portão monumental da entrada principal, o monumento aos intendentes municipais, a estátua aos legendários guardiões da floresta Mapinguari e Curupira, o quiosque chinês, a gruta de pedra-sabão e os lagos artificiais.
Em 1985, um chalé de ferro do século XIX foi restaurado e transferido para o Bosque, onde encontra-se até hoje.